# Eubranchus rupium
Eubranchus rupium är en snäckart som först beskrevs av Møller 1842.  Eubranchus rupium ingår i släktet Eubranchus, och familjen Eubranchidae. Arten är reproducerande i Sverige.